# Unione Sportiva Paganese 1977-1978
Questa voce raccoglie le informazioni riguardanti la Unione Sportiva Paganese nelle competizioni ufficiali della stagione 1977-1978.

## Rosa
| N. |                   | Ruolo | Calciatore            |
| -- | ----------------- | ----- | --------------------- |
|    | Italia (bandiera) | C     | Antonio Albano        |
|    | Italia (bandiera) | D     | Giulio Boldrini       |
|    | Italia (bandiera) | A     | Sandro Coco           |
|    | Italia (bandiera) | D     | Claudio Di Benedetto  |
|    | Italia (bandiera) | D     | Luigi Di Giaimo       |
|    | Italia (bandiera) | D     | Costantino Ferraioli  |
|    | Italia (bandiera) |       | Giurini               |
|    | Italia (bandiera) | A     | Lino Grassi           |
|    | Italia (bandiera) | C     | Gian Claudio Iannucci |
|    | Italia (bandiera) | C     | Vincenzo Iovino       |

| N. |                   | Ruolo | Calciatore            |
| -- | ----------------- | ----- | --------------------- |
|    | Italia (bandiera) | D     | Carmine Lomonte       |
|    | Italia (bandiera) | C     | Mario Masiello        |
|    | Italia (bandiera) | D     | Rocco Antonio Parasmo |
|    | Italia (bandiera) | C     | Gianni Patalano       |
|    | Italia (bandiera) | A     | Antonio Rossi         |
|    | Italia (bandiera) |       | G. Silvestri          |
|    | Italia (bandiera) | P     | Giovanni Simonelli    |
|    | Italia (bandiera) | P     | Roberto Sorrentino    |
|    | Italia (bandiera) | A     | Angelo Stabile        |
|    | Italia (bandiera) | D     | Francesco Zana        |